# Locomotora de Vapor 240-2074
La Locomotora de vapor 240-2074 "Tubize" és una Locomotora fabricada per l'empresa Tubize a Bèlgica que es troba conservada actualment al Museu del Ferrocarril de Catalunya, amb el número de registre 00017 d'ençà que va ingressar el 1981, com una donació de la companyia Ferrocarril Central de Aragón (Nº74).

## Història
Aquesta "Mastodonte", del Ferrocarril Central de Aragón (FCA), responia al caràcter singular de la companyia. Adquirida per a substituir les locomotores 0-3-0 de viatgers als trens més ràpids, fou l'últim tipus de locomotora no articulada comprada pel FCA. És la locomotora amb més diàmetre de roda de totes les de la classe "Mastodonte" que han circulat als ferrocarrils espanyols.
Encara que sigui antiquada, destaca la seva característica de bona corredora. El seu rodatge, ja implantat amb èxit la dècada anterior, la capacitava per afrontar els durs perfils del Central d'Aragó i, alhora, gràcies al seu diàmetre de rodes podia mantenir velocitats elevades, en la mesura que la via i el traçat ho permetessin. Ja en els temps de RENFE la sèrie va ser transferida al dipòsit de Tarragona, on realitzaren serveis de viatgers i mercaderies.

## Conservació
El seu estat de conservació és dolent. El 1990-91 es va sotmetre a una restauració integral de xapa i pintura	